# Harold Sakata
Toshiyuki „Harold“ Sakata (* 1. Juli 1920 in Holualoa; Hawaii; † 29. Juli 1982 in Honolulu, Hawaii) war ein US-amerikanischer Gewichtheber und Schauspieler, der vor allem wegen seiner Rolle des Bösewichts Oddjob („Gelegenheitsarbeit“) im James-Bond-Film Goldfinger bekannt wurde.

## Biografie
Als Sakata nach seiner Schulzeit auf das Festland zog, legte er sich den westlichen Vornamen Harold zu. Sakata war ein begabter Gewichtheber und gewann bei den Olympischen Spielen 1948 in London eine Silbermedaille. Er versuchte sich auch als Wrestler unter dem Pseudonym Tosh Togo und brachte es an der Seite seines „Bruders“ The Great Togo, der eigentlich Kazuo George Okamura hieß, zu den kanadischen und den hawaiischen Tag-Team-Titeln.
Die Bond-Produzenten Albert R. Broccoli und Harry Saltzman engagierten Sakata vor allem wegen seines schweren Körperbaus. Die Rolle des Oddjob war Sakata wie auf den Leib geschnitten. Er hatte überhaupt keine Schauspielerfahrung, doch Oddjob war keine Sprechrolle und erforderte nur wenige schauspielerische Fähigkeiten.
Sakata wurde wegen dieser Rolle so bekannt, dass er unter diesem Namen als Wrestler auftrat und Oddjob zu seinem dritten Vornamen machte. Nach dem Bond-Film kam er auf den Geschmack und spielte in zahlreichen weiteren Filmen Nebenrollen. Diese beschränkten sich allerdings auf Militärtypen, muskelbepackte Schläger und stumme Leibwächter. Sakata starb im Alter von 62 Jahren an Krebs.

## Sonstiges
In dem Film Rikidōzan: A Hero Extraordinary wird Sakata von Keiji Mutō gespielt.
Der ebenfalls hawaiische Wrestler und Schauspieler Charles Kalani, Jr. (1930–2000), bekannt unter seinem Künstlernamen Professor Toru Tanaka, sah Sakata sehr ähnlich und wurde im gleichen Rollenfach besetzt.

## Filmografie (Auswahl)
- 1964: James Bond 007 – Goldfinger (Goldfinger)
- 1966: Dimension 5
- 1966: Mohn ist auch eine Blume (The Poppy Is Also a Flower)
- 1976: Mako, die Bestie (Mako: The Jaws of Death)
- 1978: Der Einzelkämpfer (Death Dimension)
- 1978: Detektiv Rockford – Anruf genügt (The Rockford Files, Fernsehserie, eine Folge)